# Latowicz
Latowicz ist eine Stadt sowie Sitz der gleichnamigen Stadt-und-Land-Gemeinde im Powiat Miński der Woiwodschaft Masowien, Polen. Zum 1. Januar 2023 erhielt Latowicz seine 1870 entzogenen Stadtrechte zurück.

## Gemeinde
Zur Gmina Latowicz gehören folgende zwanzig Ortschaften mit einem Schulzenamt (sołectwo):
Borówek
Budy Wielgoleskie
Budziska
Chyżyny
Dąbrówka
Dębe Małe
Generałowo
Gołełąki
Kamionka
Latowicz I
Latowicz II
Latowicz III
Oleksianka
Redzyńskie
Stawek
Strachomin
Transbór
Waliska
Wężyczyn
Wielgolas

## Persönlichkeiten
- Jan Maria Michał Kowalski (1871–1942), polnischer Geistlicher, erster Bischof der Altkatholischen Kirche der Mariaviten in Polen